# Cedric Maxwell
Cedric Bryan Maxwell (* 21. November 1955 in Kinston, North Carolina, Vereinigte Staaten) ist ein ehemaliger US-amerikanischer Basketballspieler der Boston Celtics, Los Angeles Clippers und Houston Rockets in der NBA. Der 2,03 Meter große Maxwell spielte die Position des Power Forward und gelegentlich Small Forward. Der „Cornbread“ genannte Maxwell war Mitglied jener Celtics-Teams, die 1981 und 1984 NBA-Meister wurden, und wurde 1981 zum Wertvollsten Spieler der Finalrunde gewählt.

## Karriere
Maxwell wurde im NBA-Draft von 1977 an 12. Stelle von den Celtics gezogen. Wegen seiner Ähnlichkeit zum Charakter Cornbread im Film Cornbread, Earl, and Me von 1975 wurde er Cornbread genannt. Die damals schwachen Celtics erlebten eine miserable Saison und gewannen nur 29 ihrer 82 Saisonspiele, und Maxwell erzielte von der Bank kommend 7 Punkte und 5 Rebounds pro Spiel. Auch die Saison 1978–79 war für Boston unspektakulär, doch der filigrane Maxwell etablierte sich als Stammspieler und erzielte nun 19 Punkte und 10 Rebounds pro Spiel. Als Boston Superstar-Flügelspieler Larry Bird 1979 verpflichtete, begann die Renaissance der Celtics. Mit Maxwell nah am Korb, den legendären Bird von der Mitteldistanz und Veteran Tiny Archibald auf Aufbau erreichten die Celtics 1981 die NBA-Finalrunde gegen die Houston Rockets von Center Moses Malone. Vor dem wichtigen 5. Spiel stand es 2:2, und Bird hatte bis dahin mäßig gespielt. Maxwell sprang für ihn ein, führte Boston zu Siegen in Spielen 5 und 6 und wurde zum „Wertvollsten Spieler“ (NBA Finals Most Valuable Player Award) der Finalserie gewählt.
In den folgenden Jahren musste Maxwell damit fertigwerden, dass sein Ersatzmann Kevin McHale ihn in die Reserve verdrängte. Trotzdem wurde Maxwell in den NBA-Finals 1984 zum Helden. Im 7. Spiel gegen die Erzrivalen Los Angeles Lakers ermutigte er seine zweifelnden Teamkollegen, „auf seine Schultern zu hüpfen“, und legte mit einem starken Spiel die Grundlage für den alles entscheidenden Sieg.
Doch dann bekam Maxwells Karriere einen abrupten Knick, als er sich mit Celtics-Patriarch Red Auerbach zerstritt und 1985 zu den schwachen Los Angeles Clippers abgeschoben wurde. Dort spielte er ordentlich (15 Punkte und 8 Rebounds pro Spiel), aber kam nie wieder in die Nähe der Playoffs. Bei den Houston Rockets ließ er seine Karriere ausklingen. Nachdem es in den 90er Jahren zur Versöhnung mit Auerbach gekommen war, zogen die Celtics Maxwells Trikotnummer 31 für immer zurück.
Er ist einer von vier Spielern, die mehr als 800 NBA-Spiele benötigten, um das erste Triple Double zu erreichen: Karl Malone (860), Patrick Ewing (834), Tony Parker (826) und Cedric Maxwell (824).

## Privatleben
Maxwell hatte zwei Geschwister. Sie kamen aus einem behüteten Elternhaus: sein Vater war Soldat, und seine Mutter war Hausfrau. Einen Teil seiner Kindheit verbrachte er auf Hawaii. Heute arbeitet Maxwell als Radiokommentator.